# Кинерет (мошава)
Кинерет (ивр. כִּנֶּרֶת‎) — мошава в Израиле на юго-западном берегу озера Кинерет. Населённый пункт расположен на севере Иорданской долины, в 6 км к югу от Тверии. Находится под юрисдикцией регионального совета Эмек-ха-Ярден. Расположен на высоте около 185 метров ниже уровня моря, и в 2020 году его население составляло 686 жителей.
Поселение основано в 1908 году как мошава.
Не следует путать мошаву «Кинерет» с соседним поселением Квуцат-Кинерет (которое организовано как кибуц).

## Название
Название мошавы «Кинерет» происходит от названия озера, на берегу которого находится поселение. Само же озеро названо по имени древнего ханаанского города, Кинерет, который был расположен на западном берегу озера, в его северной части. Согласно Танаху (Ветхому Завету), город Кинерет попал в удел племени Нафтали (Иисус Навин 19:35), в то время как район современного мошава Кинерет был, вероятно, также уделом Нафтали, или (в зависимости от интерпретации) Иссахара или Завулона. Также в этих местах находился древний город Бет Йерах.

## Население
По данным Центрального статистического бюро Израиля, население на начало 2020 года составляло 686 человек.

## История

### Создание деревни и фермы в 1908 году
В этом месте были созданы две организации: деревня или «мошава» и учебная ферма, известная как ферма Кинерет или двор Кинерет. Деревня была частью проекта поселения барона Эдмонда де Ротшильда и Еврейского колонизационного общества, в то время как ферма Кинерет была основана по инициативе Палестинского бюро Всемирной сионистской организации . Деревня и ферма служили различным целям, но имели общую инфраструктуру (здравоохранение, обеспечение безопасности, культурная жизнь).

### Деревня (мошава)
Деревня была создана как база для семей, желающих заселить землю и вести на ней собственное (фермерское) хозяйство. После провозглашения Израилем независимости деревня стала местным советом с площадью 7000 дунамов. Однако в рамках реорганизации местного самоуправления в 2003 году она перешла под контроль областного совета Эмек-ха-Ярден.

### Ферма Кинерет
Ферма Кинерет (ивр. חוות כנרת‎, хават кинерет) или двор Кинерет (ивр. חצר כנרת‎, хацер кинерет). В июне 1908 года в качестве эксперимента в деревне Кинерет, построенной на месте руин Маллахи появилась ферма. Инициатором этого проекта и ответственным за его воплощение был Артур Руппин, глава Палестинского отделения сионистской организации и один из ведущих сионистов того времени. В отличие от мошавы, ферма была задумана как учебный центр для сельскохозяйственных работ и стала лабораторией для социальных и экономических экспериментов. Здесь были инициированы многие структуры и организации, на которые опиралось и до сих пор опирается израильское общество. Среди них:
- общинные формы поселения, кибуц и мошав[7];
- движения за права женщин (начиная с сельскохозяйственной учебной фермы для женщин, организованной в 1911 году и заканчивая первой ассамблеей женщин-фермеров в 1914 году);
- кооперативов «ха-машбир» для продажи еды по доступным ценам во время Первой мировой войны[7];
- кооператив Тнува для производства и продажи молока и молочных продуктов;
- строительная компания «Солель-Боне», возникшая из рабочего батальона;
- банк Апоалим («рабочий банк»);
- система общественного здравоохранения;
- военизированная организация Хагана;
- союз израильских профсоюзрв Гистадрут .

В первые годы существования фермы вокруг неё группировались местные еврейские фермеры из близлежащих деревень, а затем — молодые пионеры Второй алии. Первоначально еврейские поселенцы селились в караван-сарае (хане), который представлял собой складское помещение, выкупленное у местного бедуинского племени. Первые дни были отмечены голодом и конфликтами.
После забастовки рабочих в октябре 1909 года семь пионеров основали первый кибуц, который назвали Дгания. Кибуцники организовали свою жизнь и труд на коммунальных принципах, черпая свое вдохновение в идеях Бера Борохова. В 1912 году к первоначальным основателям мошавы присоединились десять семей евреев-выходцев из Йемена, которые занимались осушением болот, а также выращиванием овощей. Однако в 1930 году они покинули это место и переселились в Кфар-Марморек, пригород Реховота
Здесь же была организована cельскохозяйственная учебная ферма для женщин Девичья ферма (ивр.  חוות העלמות‎) — сельскохозяйственная учебная ферма для женщин, действовавшая в 1911—1917 годах .
Пионеры с фермы Кинерет основали первый квуцот или небольшие фермы, Дганию Алеф в 1910 году и Квуцат Кинерет в 1913 году, а также первое крупное фермерские хозяйства: кибуц, Эйн-Харод, и первая коммунальная сельскохозяйственная деревня или мошав, Нахалаль, оба в 1921 году.
Один из основателей фермы Кинерет, Бенцион Исраэль (1887—1984), помог воссоздать посадки финиковых пальм в Палестине. Путешествуя в Ирак, Иран, Курдистан и Египет в 1930-х годах, где он определил подходящие сорта, купил их и привез с собой. назад большое количество саженцев.

## Посёлок сегодня
На въезде в поселок находится улица Основателей, где сохранились первые дома, построенные из базальта. В северном конце улицы, за старым забором колонии, возвышается дом инженера и землемера Трайделя. Здесь, согласно местной легенде[2], поэт Яков Фихман написал одну из своих поэм. В другом доме на этой улице находится «Музей Галилеи», который включает архивы поселеня с момента его колонию архивов и отображается с самого начала.
На краю поселка в 1975 году был установлен обелиск в память о капитане Арноне Ноле, уроженце Дгании, который погиб неподалёку 01 мая 1953 года. 

## Население
По данным Центрального статистического бюро Израиля, население на начало 2020 года составляло 686 человек.

## Музеи
Мошав Кинерет управляет историческим музеем в здании, где размещалась первая местная больница.
Восстановленная ферма Кинерет также функционирует как музей и центр проведения семинаров.

## Известные жители
- Ицхак Табенкин (1888–1971) - член-основатель; Сионистский активист и политик, соучредитель кибуцкого движения

## Кладбище
К востоку от деревни, через дорогу от восстановленной фермы Кинерет, находится историческое кладбище Кинерет, где похоронены многие пионеры и лидеры рабочего движения, в том числе Берл Кацнельсон, Нахман Сыркин, Рахель Блувштейн (Рахель), Бер Борохов, Моисей Гесс, Авраам Герцфельд и Шмуэль Столлер . Первая могила была выкопана в 1911 году для Менахема Шмуэли (Мамаши).

## Внешние ссылки
- Киннерет — статья из Электронной еврейской энциклопедии
- Nadav Man. Kinneret colony celebrates 100th anniversary (англ.). https://www.ynetnews.com (20 октября 2008). Дата обращения: 16 июня 2019. Архивировано 16 июня 2019 года.

- Nadav Man. Kinneret colony celebrates 100th anniversary – part 2 (англ.). https://www.ynetnews.com (26 октября 2008). Дата обращения: 16 июня 2019. Архивировано 16 июня 2019 года.